# 血胸
血胸是指胸膜腔内的血液堆积。血胸的症状可能包括胸痛和呼吸困难，而临床症状可能包括患侧呼吸音减弱和心率加快。血胸通常是由损伤引起的，但也可能由于癌症侵入胸膜腔、凝血障碍、子宫内膜异位症的异常表现、肺塌陷而自发发生，或者很少与其他疾病有关。
血胸通常使用胸部X射线诊断，但他们可以使用其他形式的成像，包括超声、CT扫描或核磁共振成像来确定。通过胸腔穿刺术，可以将它们与胸膜腔内的其他形式的液体区分开，并且被定义为血细胞比容大于人血液的50％。可以通过使用胸管引流血液来治疗血胸。如果出血持续，可能需要手术。如果得到治疗，通常预后良好。血胸的并发症包括胸膜腔内感染和瘢痕组织的形成。

## 背景
肺被称为胸膜的两层组织包围。在大多数健康的人中，这两层紧紧并置，仅被少量胸膜液隔开。在某些疾病状态下，这两层之间的空间称为胸膜腔，会随着液体膨胀。胸腔内积水称为胸腔积液。胸腔积液根据液体的性质被赋予特定的名称：胸膜里出现浆液称为胸腔积液，出现脓液称为脓胸，出现血液称为血胸，出现尿液称为尿胸。

## 体征和症状
体征和症状包括焦虑症，呼吸急促，躁动不安，休克以及皮肤白皙，凉爽，发粘。当撞击患处时，可能会观察到钝感。颈静脉可能平坦，呼吸音减弱。它还可能导致肺萎陷（肺不张）。大量的血胸通常定义为放置肋间引流时最初超过1.5升血液，或者出血率大于0.2升/小时，可导致休克，其原因有两种：低血容量性休克导致大量出血，以及胸腔内堆积的血液导致的静脉压升高，阻碍血液流动。

## 原因
根据病因和发生频率，将血胸分为三大类：创伤性，医源性或非创伤性。所有这三种类别都有可能影响主要动脉，并可能因失血而死亡。

### 创伤性的
血胸最常见的原因是胸部钝伤或穿透性创伤。在钝性创伤病例中，通常在肋骨骨折损伤肋间血管或实质性肺血管时发生胸膜血肿，而在穿透性创伤中，由于直接影响胸壁，导致肺实质或心脏血管的损伤而发生血胸症。如果大血管（如主动脉）受损，失血可能会很大。当由于抗凝药物或有诸如血友病等出血性疾病导致血液凝结能力降低时，轻微的胸部创伤也会导致胸腔积血。

### 医源性
医源性血胸，可能出现于与心脏和肺有关的手术后，例如放置导管、开胸手术、胸廓造口术或胸腔穿刺术可能会引起肺动脉破裂。最常见的外因包括锁骨下静脉导管和胸管置入，发生率约为1%。有时，Swan-Ganz肺动脉导管会导致肺动脉破裂，引起大面积血胸。它也可能由其他手术引起，例如胸膜活检，肺活检或经支气管活检、心肺复苏、鼻腔手术或内窥镜治疗食管静脉曲张。在重症监护室的慢性肾脏病患者中，医源性血胸较为常见。

### 非创伤性
少数情况下，血胸可能会自发发生。如果肿瘤侵入胸膜空间，非创伤性血胸最常见的是某些癌症的并发症。导致血胸形成的癌症包括血管肉瘤，神经鞘瘤，间皮瘤，胸腺瘤，生殖细胞肿瘤和肺癌。当抗凝血药物导致血液凝固能力下降时，小血管自发破裂，可发生明显的血胸。由抗凝治疗引起的病例，在抗凝治疗开始后4-7天就会出现明显的血胸。在肺栓塞治疗并发血胸的情况下，血胸通常在原栓塞的一侧。胸膜腔内空气异常积聚（气胸）可导致胸腔出血，约5%的自发性气胸会发生这种情况，尤其是在肺大疱破裂时。胸膜腔内空气和血液的结合被称为血气胸。骨质增生外翻可形成锐利的边缘，损伤邻近的动脉而导致血胸。产后由于分娩时胸腔压力的变化，可发生血胸。 

#### 与血管有关的
引起血胸的血管原因包括降主动脉的破裂，在这种情况下，由于紧邻胸膜腔，最初会累及左胸膜和纵隔区。罕见的情况下，胸主动脉破裂可导致血胸，但出血通常发生在心包空隙中。自发性撕裂血管更容易发生在血管弱化的疾病中，例如某些形式的埃勒斯-丹洛斯综合症，在遗传性出血性血管扩张症中导致血管畸形的疾病或诸如此类的出血性疾病如血友病和格兰仕曼血栓形成。血胸的其他罕见原因包括1型神经纤维瘤病和髓外造血。

#### 月经
盆外子宫内膜异位也可能引起血胸，虽然这种情况十分罕见。在这种情况下，类似于通常覆盖子宫内部衬里的组织会在骨盆外的异常位置形成。 响应于月经周期的荷尔蒙变化，植入胸膜表面的子宫内膜异位组织可能会流血，引起胸膜内膜异位症，其症状包括经期血胸以及经期气胸、经期咯血和子宫内膜异位症的肺结节。胸膜子宫内膜异位症候群的病例中，以门胸血胸占14％，而以月经气胸为例的占73％，月经咯血为7％，肺结节为6％。

## 机制

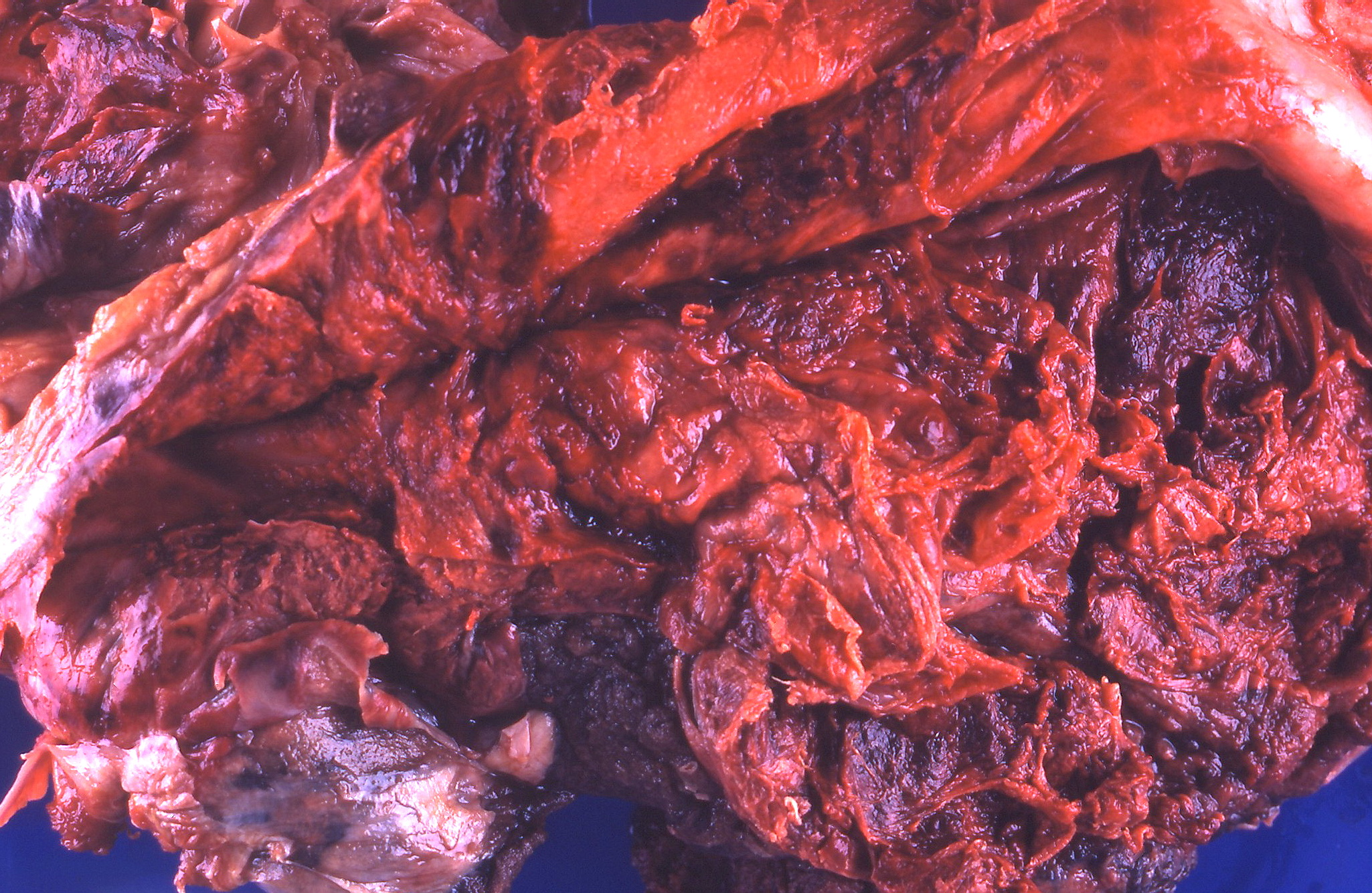
尸检标本显示大块凝结的血胸充满整个胸膜腔。

当发生血胸时，血液进入胸膜腔。血液从循环中流失，有以下几个影响。首先，由于血液在胸膜腔内积聚，开始影响肺部的正常运动，使一侧或两侧肺部不能充分扩张，从而影响血液中氧气和二氧化碳的正常输送。其次，流失到胸膜腔的血液不能再循环。血胸可导致大量失血--每半个胸腔可容纳1500毫升以上的血液，占一个普通成年人总血量的25%以上。身体可能难以应对这种失血，并试图通过迫使心脏越来越快地泵出血液，挤压或收缩手臂和腿部的小血管来维持血压，从而进行补偿。这些代偿机制可以通过快速的静息心率以及过凉的手指和脚趾来识别。
如果不清除胸膜腔内的血液，它最终将凝结。这种凝块倾向于将壁膜和内脏胸膜粘在一起，并有可能导致胸膜内结疤，如果广泛，会导致纤维胸。最初失血后，少量的血胸可能会刺激胸膜，导致更多的液体渗出，导致胸腔积液染血。此外，随着胸膜液中的酶开始分解凝块，胸膜液中的蛋白质浓度增加。结果，胸膜腔的渗透压增加，导致积液从周围组织泄漏到胸膜腔中。

## 诊断
尽管有时在紧急情况下会使用超声检查，但最常使用胸部X光检查来检测血胸。任何胸外伤的病人都可能被怀疑。但是，普通的X然而，普通的X射线可能会错过较小的血胸，而其他成像方式，如计算机断层扫描（CT）或磁共振成像可能更敏感。如果对积液的性质有疑问，可以通过胸腔穿刺术抽取液体样本并进行分析。最初采用体格检查。据报道，听诊诊断血气胸的准确率接近100%。

### 胸部X光
胸部X光检查是诊断血胸的最常用技术。理想情况下，应以直立位置拍摄X射线（直立胸部X射线），但如果胸部X射线不可行，则可以以仰卧的方式行检查。在胸部X光片上，提示肋骨角变钝或受影响的一半胸部部分或完全浑浊，则提示有血胸。在仰卧的薄膜上，血液倾向于在胸膜腔中分层，但可以理解为相对于另一半而言，胸部的雾度很大。X线胸片可能会无法检测少量的血胸，因为直的胶片上的橫膈膜和腹腔内脏可以隐藏数百毫升的血液。仰卧X射线不那么敏感，甚至可能漏掉一升的血液。 

### 其他方法
超声检查可用于检测血胸和其他胸腔积液。该技术在重症监护和创伤治疗中特别有用，因为它可以在病床边提供快速，可靠的结果。在检测血胸方面，超声比胸部X射线敏感度更高。对于病态肥胖或有皮下气肿的人来说，超声检查会引起问题。在当前情景中无法使用CT或无法将人员移至CT扫描仪时，应当使用超声。
计算机断层扫描（CT或CAT）扫描可能有利于诊断残留在胸腔内的血胸，因为这种形式的成像可以检测到比普通胸部X线检查少得多的液体。然而，CT较少被用作创伤环境下的主要诊断手段，因为这些扫描需要将重症患者运送到扫描仪，速度较慢，并且需要患者保持仰卧状态。 
磁共振成像（MRI）可用于区分胸腔积液和其他形式的胸腔积液，并提示存在胸腔积液的时间。新鲜血液可以看作是T1较低但T2信号较高的液体，而存在时间超过几个小时的血液T1和T2信号则都较低。由于执行MRI所需的时间较长以及运动引起的图像质量下降，因此在患者有创伤的情况中很少使用MRI。

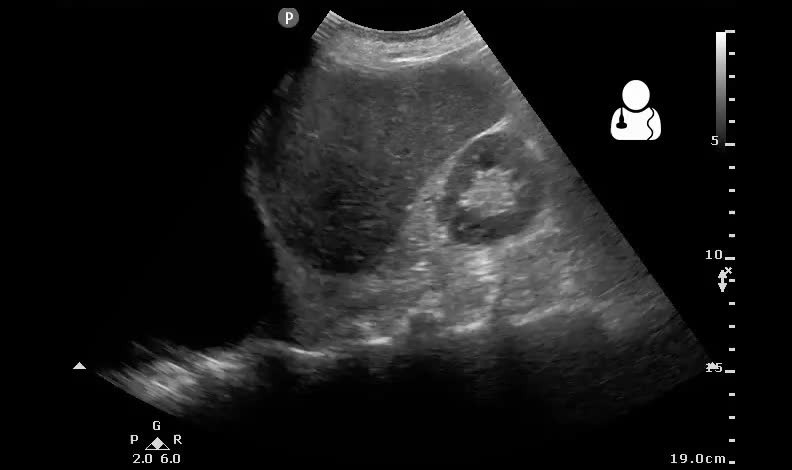
胸部超声检查显示左侧血胸
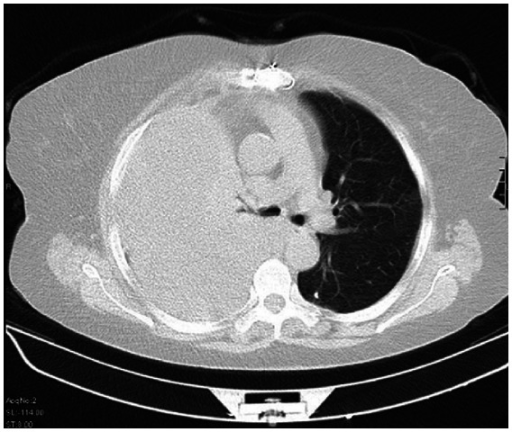
胸部CT扫描显示使用华法林引起的血胸
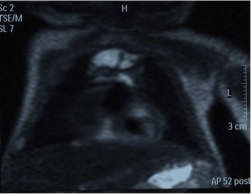
胸部MRI显示一名16天大的婴儿有血胸

### 胸腔穿刺术

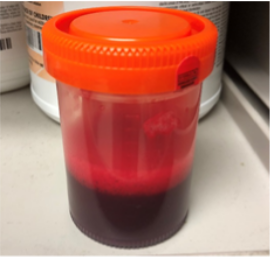
胸腔穿刺术取自胸腔积液的胸水样本

虽然影像学技术可以证明胸膜腔内有液体，但可能不清楚这些液体代表什么。为了确定液体的性质，可以通过将针头插入胸膜腔，即所谓的胸腔穿刺术或胸膜穿刺术来取出样品。在这种情况下，对胸腔积液最重要的评估是红细胞所占体积的百分比（红细胞比容），血胸的定义是血细胞比容至少为患者血液中血细胞比容的50%，但如果胸膜分泌了额外的液体，慢性血胸的血细胞比容可能在25-50%之间。胸水可在3-4天之内稀释血胸。积液中的红细胞自发分解。当血细胞比容值超过5％时，不可能通过颜色区分血液中的胸膜液。由于这些原因，即使血细胞比容值低于50％，也可以做进一步的研究以确定是否有出血源。 血细胞比容可以通过将胸膜液的红细胞计数除以100,000来粗略计算。胸腔穿刺术是最常用于诊断动物血胸的检查方法。如果穿刺肋间动脉，血胸本身可能是胸腔穿刺术的罕见并发症。

## 治疗
血胸的治疗很大程度上取决于出血的程度。虽然小血胸可以在治疗方法需要很少的，较大的血胸可能需要液体复苏到使用被称为管的过程的胸膜间隙内替换已丢失的血液，血液的引流胸腔中的形式，并且潜在地手术开胸或电视辅助胸腔镜手术（VATS）以防止进一步出血。 有时，经导管动脉栓塞术可用于停止正在进行的动脉出血。其他治疗选择包括降低感染风险的抗生素和纤溶疗法，以分解胸膜腔内的凝结血液。

### 胸腔造口术

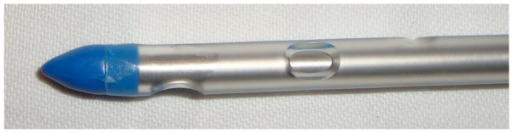
管式胸腔造口装置

血胸后可能会出现并发症，如果胸膜腔内的血液没有充分排出，更容易出现并发症。残留在胸膜腔内的血液可发生感染，被称为脓胸。外伤性病例中有3-4%发生，留置血胸中有27-33%发生。出现休克、受伤时胸膜空间被污染、支气管胸膜瘘持续存在、肺挫伤者更易发生。通过保持胸腔造口管的无菌状态，以及保持胸膜表面紧密相连，防止液体或血液在表面之间积聚，可以降低发生这种情况的可能性。滞留的血液会刺激胸膜，导致疤痕组织（粘连）的形成。如果范围广泛，这种瘢痕组织可以包裹肺部，限制胸壁的活动，这就是所谓的纤维胸。只有不到1%的病例会发展成纤维胸。有血气胸或感染的病例更常发展为纤维胸。拔除胸管后，10%以上的病例会出现胸腔积液，且多为自限性，不会留下持久的并发症。在这种情况下，要进行胸腔穿刺术以消除感染存在的可能性。其他潜在的并发症包括胸腔积液、肺部感染、气胸、败血症、呼吸困难、低血压、心动过速、肺炎、粘连和肺功能受损。

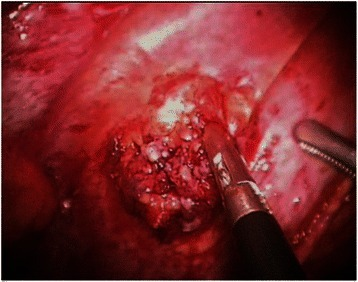
电子胸腔镜下血胸显示肋骨外生骨疣导致的膈肌损伤

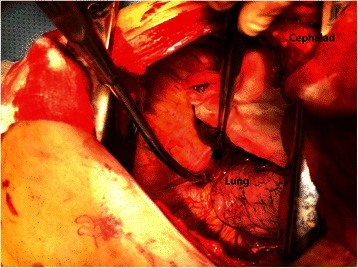
胸腔中段开胸血显示出因肺韧带撕裂而出血，无其他明显损伤。

### 手术
大约10–20％的创伤性血胸需要手术治疗。较大的血栓或引流后仍持续出血的血栓可能需要手术。该手术可以采取传统的开胸手术（开胸手术）的形式，但是可以使用视频相关的胸腔镜手术（VATS）进行。尽管没有普遍接受的指示手术前需要的失血量的临界值，但普遍接受的适应症包括从胸腔切开术引流的血液超过1500 mL，第一小时的出血率超过500mL / hr，随后超过200 mL，血液动力学不稳定或需要重复输血。 VATS的介入性比开放式开胸术低，且价格便宜，并且可以减少住院时间，但是当存在低血容量性休克时，开胸术可能是首选，以观察出血情况。理想情况下，应在受伤后72小时内进行手术，因为延误可能会增加并发症的风险。在凝结的血胸中，VATS是去除血凝块的通常首选方法，如果血胸填满了1/3或更多的半胸腔，则应采用VATS。使用VATS清除血块的理想时间是48-96小时，但可以在受伤后最多9天尝试尝试。 

### 其他
胸腔穿刺术已不再用于治疗血胸，但仍可用于治疗小血胸。在猫眼血胸中，出血通常是自限性的，而且是轻微的。大多数患者病情稳定，可以用激素疗法治疗。它们只是部分有效。复发病例可能需要手术切除子宫内膜组织。但是，该病经常复发。可能需要使用静脉输液或血液制品进行复苏。在暴发性病例中，可以在入院前进行输血。应当纠正诸如由抗凝药物引起的凝血异常。如果有外伤，应给予预防性抗生素24小时。尽管胸管引流，血凝块仍可能保留在胸膜腔内。它们是诸如纤维胸腔和脓胸等并发症的危险因素。这种残留的血块应去除，最好采用电视胸腔镜手术（VATS）。如果无法使用VATS，则可以选择在损伤后7至10天直接将纤维蛋白溶解疗法（例如链激酶或尿激酶）施用于胸膜腔。 纤溶治疗的问题包括费用高昂和住院时间延长。 残余血块在纤维蛋白溶解剂的作用下不消散，可能需要以去皮质术的形式进行手术切除。

## 预后
血胸后的预后取决于其大小，所给予的治疗以及潜在原因。虽然小的血胸可能不会引起很多问题，但在严重的情况下，由于失血失控，未经治疗的血胸可能会迅速致死。如果不加以治疗，血液的积聚可能对纵隔和气管施加压力，从而限制心脏的充盈能力。但是，如果进行治疗，则创伤性血胸后的预后通常是有利的，并且取决于同时持续遭受的其他非胸腔损伤，人的年龄以及对机械通气的需求。由良性状况（例如子宫内膜异位症）引起的血胸的预后较好，而由1型神经纤维瘤病引起的血胸的死亡率为36％，而由主动脉破裂引起的血胸通常是致命的。穿透性创伤很少见，死亡率更高，高达90％的病人在到达医院之前死亡。与刺伤相比，枪伤的死亡率高。在涉及心脏的穿透性创伤的情况下，存活率不到1％。

### 并发症
并发症可在胸腔积血后发生，如果血液没有从胸膜腔中充分排出，则更可能发生并发症。残留在胸膜腔内的血液会被感染，被称为脓胸。 它发生在3-4％的创伤病例中和27-33％的保留血胸。发生休克，受伤时胸膜空间受污染，持续性支气管胸膜瘘和肺挫伤的人更有可能发生这种情况。可以通过使胸腔造口管保持无菌状态以及使胸膜表面靠近在一起以防止液体或血液在表面之间积聚来降低这种情况的可能性。保留的血液会刺激胸膜，导致形成疤痕组织（粘连）。如果广泛，这种疤痕组织会包裹肺部，限制胸壁的运动，因此被称为纤维胸。 不到1％的病例继续发展为纤维胸。患有血气胸或感染的病例更常发展为纤维胸腔。拔除胸管后，超过10％的病例会出现胸腔积液，大部分是自限性的，没有持久的并发症。在这种情况下，需要进行胸腔穿刺术以消除存在感染的可能性。其他潜在的并发症包括肺不张，肺部感染，气胸，败血症，呼吸窘迫，低血压，心动过速，肺炎，粘连和肺功能受损。 

## 流行病学
胸外伤每年导致大约16,000至30,000例死亡。在美国，每年大约有300,000例血胸病例。多发伤（多体系统伤害）在60％的情况下涉及胸部受伤，并通常导致血胸。在一个案例研究中，因钝性胸外伤住院的人中有37％患有创伤性血胸。血胸通常发生于移位的肋骨骨折。

## 其他动物

### 马匹

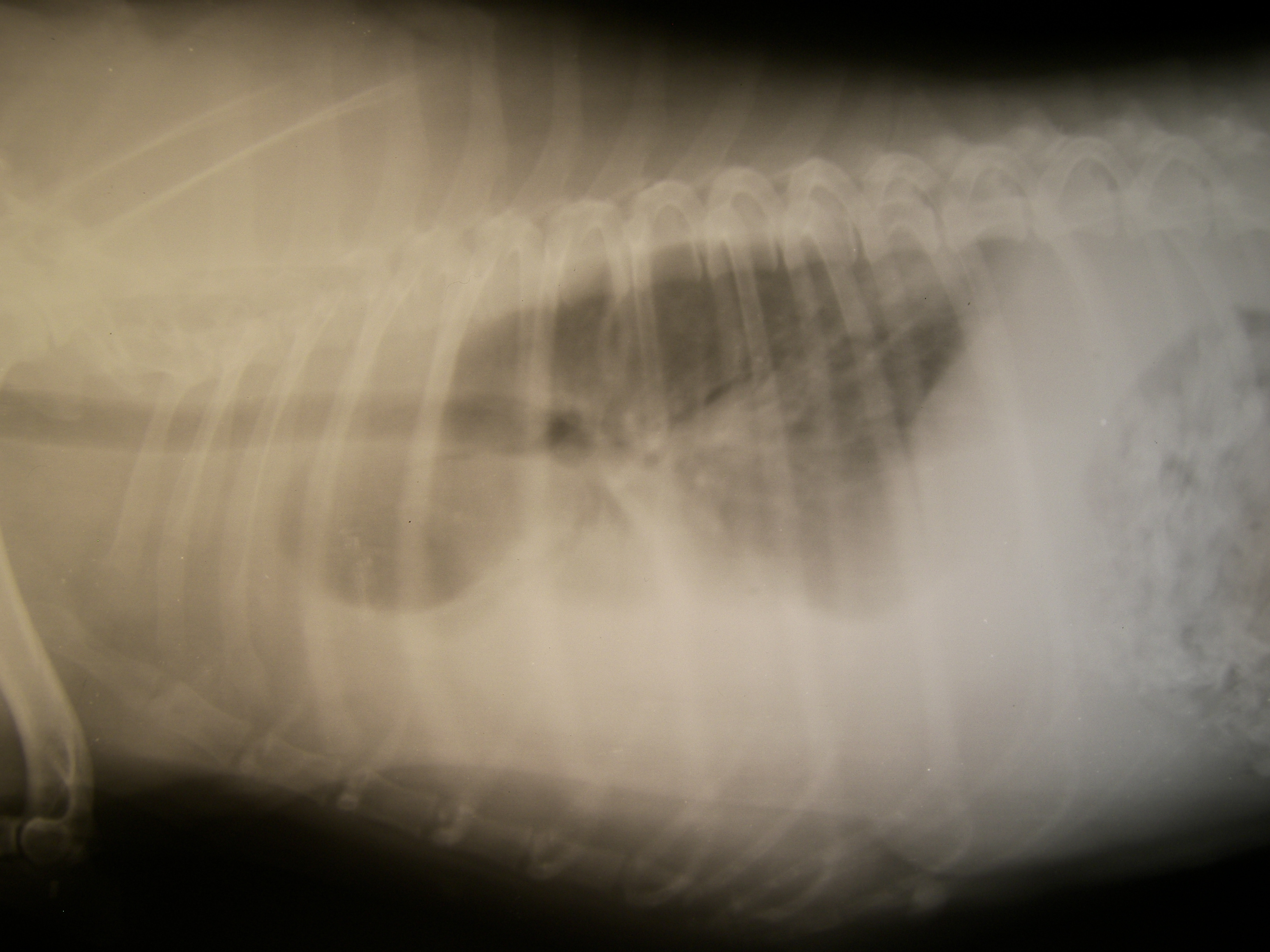
抗凝剂中毒造成了一直动物的血胸

在马匹身上，血胸不常见，它通常是创伤性的。 它可与气胸同时发生。主要通过B超检查来诊断。治疗包括支持性护理，纠正潜在的原因，偶尔也有胸腔引流。预后情况不定。
血胸通常是由胸部创伤引起的。它可以由涉及胸膜，肋间，椎间，心脏或胸壁肌肉的任何损伤引起。 膈肌破裂导致腹腔疝气的情况很少。血胸可能由涉及胸壁，肺壁和纵隔壁的癌症引起。导致血胸的最常见癌症是血管肉瘤。 
临床症状和体征可能是多变的，且取决于原因。这些症状和体征可能包括呼吸急促、疼痛，在肋骨骨折的情况下，可能出现浅呼吸。 在大量出血的情况下，可能会出现血容量不足的迹象，并且可能在数小时内导致快速死亡。在出血较慢的不太急性的情况下，贫血和低蛋白血症可能会逐渐发展。 
超声波可以检测胸膜腔内的血液。胸腔中的血液显示出均匀的区域，没有絮凝。 没有血液的胸腔积液通常是低回声的。回声性由细胞碎片和/或纤维蛋白指示。呈漩涡状的高回声模式显示出血性胸腔积液。使用听诊器（听诊）时，心跳声微弱。当进行叩诊时，会有一个区域听起来较为沉闷。但是，特别是在创伤性病例中，叩诊可能会有疼痛感。 虽然无特异性，但体检时可出现肺音减弱，心音低沉、广泛。当胸膜腔内有其他液体时，也可能出现类似的症状和体征。  
治疗包括纠正根本原因。引流并不总是必需的，但在感染或液体水平导致呼吸系统受损的情况下，可以进行引流。但对于凝血障碍引起的病例，则不宜进行引流。此外，在开放性创伤或肺破裂的情况下，可给予广谱抗生素。可能需要进行支持性护理。可能包括鼻内吸氧、止痛药、输血和输液。为了避免液体过量，液体的输注要缓慢。 
预后很大程度上取决于血胸的根本原因。在无并发症的胸外伤引起的情况下，预后可能较好，但在并发胸膜炎的情况下，预后较差。由癌症或凝血障碍引起的病例预后较差，由于心脏受伤或血管过大而大量出血的病例也是如此。